# Karl Robert Brotherus
Karl Robert Brotherus, född 12 december 1880 i Fredrikshamn, död 7 juli 1949 i Helsingfors, var en finländsk statsvetare. Han var far till Heikki Brotherus och bror till Hjalmar Brotherus.
Brotherus blev filosofie doktor 1905 med arbetet Immanuel Kants Philosophie der Geschichte. Han blev professor i allmän statslära vid universitetet i Helsingfors 1924, och fungerade 1919–1920 som chef för Finlands officiella pressbyrå och togs även i anspråk för officiella utredningar och kommittéer av skilda slag. Han utgav ett flertal avhandlingar och uppsater i historia och allmän statslära. Brotherus tillhörde Samlingspartiet. Brotherus var även rektor för Helsingfors universitet 1931–1938.